# 周光召
周 光召（しゅう こうしょう、Zhou Guangzhao、1929年5月15日 - 2024年8月17日）は、中華人民共和国の物理学者。1987年から1997年まで中国科学院の院長を務めた。

## 経歴
湖南省の省都である長沙市出身。土木技師周鳳九の第5子であり、兄に生化学者・遺伝学者のZhou Guangyuがいる。1951年に清華大学を卒業し、北京大学で理論物理学の卒業研究を3年間行った。PhD終了後も北京大学の教員として残った。1957年、中国原子力研究所によりソ連に送られ、ドゥブナ合同原子核研究所に勤務した。

## 職業的経歴
1960年に中国に戻り、中国核兵器プログラムに従事し、最終的に中国核兵器研究所の所長に就任した。中国科学院(CAS)に選出され、後に副院長(1984–1987)、院長(1987–1997)となっている。
周の理論的研究は粒子物理学を対象としている。対称性の破れの理解に対して重要な段階であるPCAC(partial conservation of axial current、軸流の部分的保存)の発見で著名である。
1979年、初めてアメリカへ招かれた。1980年代、バージニア工科大学とスイスの欧州原子核研究機構で客員研究員を務めた。1987年米国科学アカデミー会員、2012年王立協会外国人会員に選出された。
2024年8月17日、病気により北京で死去。95歳没。

## 栄誉
小惑星番号3462には彼の名前がつけられている。